# Francesco Curia
Francesco Curia (Naples, 1538 - 1610) est un peintre italien de l'école napolitaine qui a été l'élève de Giovanni Filippo Criscuolo.

## Biographie
Fabrizio Santafede et Ippolito Borghesi furent de ses élèves à Naples où il exerça.

## Œuvres
- Saint Marc et saint André, église Santi Marco e Andrea a Nilo de Naples

## Sources
- (en) Cet article est partiellement ou en totalité issu de l’article de Wikipédia en anglais intitulé « Francesco Curia » (voir la liste des auteurs).